# Osmán Huerta
Osmán Alexis Huerta Cabezas (Antofagasta, Chile; 16 de junio de 1989) es un futbolista chileno. En junio de 2011, en la Gala del Fútbol SIFUP, Huerta fue premiado como el mejor futbolista del Torneo de Apertura 2011 de la Primera B.

## Carrera
La carrera de Osmán Huerta inició en Deportes Antofagasta el 2007. Desde el 2009 jugó en la Primera B, hasta que en 2011 se coronó campeón de la división, al ganar el Torneo de Apertura y la tabla general del torneo, y por lo tanto ascendió a la Primera División. En 2012, Huerta es transferido como préstamo a Curicó Unido, de la Primera B. En el equipo albirrojo es particularmente recordado por anotar el gol que mantuvo al club en el fútbol profesional, tras una pésima campaña aquel año. Esto ocurrió el 4 de noviembre de 2012, día en que Curicó derrotó uno a cero a San Luis de Quillota en La Granja y se salvó de descender a la Segunda División Profesional

### Campeón con O'Higgins
El 2013 es cedido a O'Higgins de Rancagua. Con el equipo celeste logró la gloria al titularse campeón del Apertura 2013 de Primera División, en una infartante y épica definición con Universidad Católica, primero al igualar en puntaje de la tabla de posiciones, y luego, al vencerla en la definición jugada en el Estadio Nacional.
Además de formar parte del plantel que ganó el primer título en la historia del equipo rancagüino, se tituló campeón de la Supercopa 2014 (anotando su gol en la definición a penales, en el encuentro contra Deportes Iquique) y estuvo presente en la Copa Libertadores 2014, en los partidos que O'Higgins enfrentó a Lanús y Deportivo Cali.
Luego de este histórico paso en el Capo de Provincia, Huerta regresa a Deportes Antofagasta, a Curicó Unido, ficha en Ñublense y vuelve otra vez a Antofagasta, sin mayor transcendencia en ninguno de los equipos antes mencionados. En el año 2018, Osmán Huerta milita en Coquimbo Unido de la Primera División B de Chile.

## Clubes
| Club                  | País  | Año       |
| --------------------- | ----- | --------- |
| Deportes Antofagasta  | Chile | 2007-2012 |
| Curicó Unido (Cedido) | Chile | 2012      |
| O'Higgins (Cedido)    | Chile | 2013-2014 |
| Deportes Antofagasta  | Chile | 2014      |
| Curicó Unido          | Chile | 2015      |
| Ñublense              | Chile | 2015-2016 |
| Deportes Antofagasta  | Chile | 2016-2017 |
| Coquimbo Unido        | Chile | 2018      |

## Palmarés
| Título             | Equipo               | País  | Año    |
| ------------------ | -------------------- | ----- | ------ |
| Primera B          | Deportes Antofagasta | Chile | 2011   |
| Primera División   | O'Higgins            | Chile | A-2013 |
| Supercopa de Chile | O'Higgins            | Chile | 2014   |

### Distinciones individuales
| Distinción                                      | Año    |
| ----------------------------------------------- | ------ |
| Mejor Jugador del Apertura 2011 de la Primera B | A-2011 |
| Medalla Santa Cruz de Triana                    | 2014   |